# Šentjanž, Sevnica
Šentjanž este o localitate din comuna Sevnica, Slovenia, cu o populație de 406 locuitori.